# 千倉漁港
千倉漁港（ちくらぎょこう）は、千葉県南房総市の太平洋に面する第3種漁港である。南房総国定公園の区域内に位置し、外房地域漁業の流通拠点漁港に位置付けられている。千倉地区の北部に位置し県南随一の漁港である。

## 概要
- 管理者 - 千葉県農林水産部水産局
- 所管庁 - 水産庁
- 漁業協同組合 - 東安房漁業協同組合[5]
- 漁港番号 - 1930070[6]

## 沿革
- 1951年（昭和26年）7月10日 - 第3種漁港に指定（農林省告示第255号[7]）
- 1970年（昭和45年）5月6日 - 海岸保全区域指定（千葉県告示第285号[7]）
- 2011年（平成23年）3月 - 旧白浜町・房州千倉・和田町・天津小湊の漁業協同組合が新設合併し東安房漁業協同組合発足[5]

## 主な魚種
漁獲される代表的な魚種。
- アワビ
  - 房州黒アワビ（千葉ブランド水産認定品）
- エビ
  - 房州エビ
  - イセエビ（プライドフィッシュ[9]）
- サザエ
- マアジ
- サバ類

## 主な漁業
海岸は天然の岩礁を有し、沖合に好漁場を持ち古くから沿岸漁業の基地として利用されてきた。

## ちくら漁港朝市
千倉漁港魚市場（荷捌き所）にて開催している朝市。毎月第一・第三日曜日に開催されている。
房州海老、サザエ、アワビ、鮮魚などの魚介類や、地元の新鮮野菜や特産品などが出店され、購入した魚貝類をその場で焼いて食べることの出来る炭火の海鮮バーベキューも完備している。

## 交通
- 公共交通機関
  - JR東日本内房線 千倉駅から安房白浜行きバス「平舘」下車、徒歩約5分
- 自動車
  - 館山自動車道・富津館山道路 富浦ICから約30分
  - 駐車場有

## 舞台となった作品
※発表年順
- 風来坊探偵 岬を渡る黒い風（1961年）